# 硝酸铵钙
硝酸铵钙（别名硝酸钙铵），是一种在无机肥料中广泛使用的材料。 在全世界氮肥使用量中占4%。

## 生产
硝酸铵钙有多种不同但相互接近的制造方法，其中一种是将碳酸钙和硝酸铵混合制成。。另一种制法是水中进行的的，依然是将硝酸钙和硝酸铵进行混合物，然后结晶出硝酸铵钙的水合复盐: 5Ca(NO3)2•NH4NO3•10H2O. 同硝酸铵不同，硝酸铵钙没有被美国运输部列为氧化剂。 
硝酸铵钙的消费量在1973/74年为354万吨，1983/84年为445万吨，1993/94年为358万吨。
 硝酸铵钙的产量占2003年世界氨产量的3%。

## 物理特性和化学特性
硝酸铵钙易潮解。在水中溶解吸热, 因此有时被用作制作冰袋的成分。

## 用途
硝酸铵钙大多用作肥料。制成的肥料可以含有高达8%的钙和21-27%的氮。。常用于酸性土壤，因为它和许多普通氮肥相比更少程度的酸化土壤。在禁止使用硝酸铵的地方，它也被用来代替硝酸铵。
硝酸铵钙在一些速冻包装中被用作硝酸铵的替代品。
硝酸铵钙已被用于制作简易炸药。但硝酸铵钙不能直接用于爆炸，而是先将其转化成硝酸铵。超过85%用于对付驻阿富汗美军的简易爆炸装置含有自制炸药，其中约70%是由硝酸铵钙衍生的硝酸铵制成的。”
在武装分子使用的炸药的相关信息传出后，硝酸铵钙和其他肥料被禁止在阿富汗使用。而由于这些禁令，氯酸钾-火柴的主要成分现在已经超过化肥，成为叛乱分子的首选炸药。